# Håkan Beskow
Håkan Georg Beskow, född 19 juli 1946 i Västerås församling i Västmanlands län, är en svensk militär.

## Biografi
Beskow avlade studentexamen 1967. Han avlade officersexamen vid Kungliga Sjökrigsskolan 1970 och utnämndes samma år till fänrik vid Älvsborgs kustartilleriregemente, varefter han befordrades till löjtnant 1972 och till kapten 1973. Han studerade vid Militärhögskolan 1977–1978 och 1980–1982 samt befordrades 1981 till major, varpå han tjänstgjorde vid Vaxholms kustartilleriregemente 1981–1984. Från 1984 var han avdelningschef och sektionschef vid staben i Östra militärområdet, befordrad till överstelöjtnant 1985. Han befordrades 1993 till överste och var chef för Marinens krigshögskola 1993–1995 tillika chef för Södertörns marinbrigad 1994–1995. Han var chef för Underrättelse- och säkerhetsavdelningen i Mellersta militärområdet 1995–1998 och därefter marin- och flygattaché vid ambassaden i Bonn 1998–2001. Han var chef för Expertgruppen i Högkvarterets kansli från 2001.
Håkan Beskow invaldes som ledamot av Kungliga Örlogsmannasällskapet 1993.
Beskow var adjutant hos prins Bertil 1986–1997.

## Utmärkelser
- Hans Majestät Konungens medalj av 8:e storleken i Serafimerordens band (1990)[5]
- Riddare av 1:a klass av Norska förtjänstorden (1 juli 1992)[6]